# ميثيونين
ميثيونين هو حامض أميني كبريتي من مكونات البروتين. 
وهو الحمض الأميني الأول في أي بروتين وبالتالي هو لازم لتخليق البروتين وبالتالي له أهمية في قيام الجسم بالوظائف الحيوية
كما انه يرتبط (مضاد كودونهUAC)على الحمض الريبوزي(البروتيني)الناقل(tRNA) ب(كودون البدء)AUG على الحمض الريبوزي(البروتيني)الرسول(mRNA)ويعتبر الميثيونين الحامض الأميني الأول في جميع عديد الببتيد تقريباً غير انه قد يزال لاحقاََ اثناء تكوين البروتين.